# Autobest
Autobest Among Emergin Markets är en europeisk konkurrent till utmärkelsen Årets bil. Länder som är representerade är i nuläget Belgien, Bulgarien, Cypern, Danmark, Finland, Frankrike, Grekland, Irland, Italien, Kroatien, Malta, Nederländerna, Nordmakedonien, Norge, Polen, Portugal, Rumänien, Ryssland, Schweiz, Serbien, Slovakien, Slovenien, Spanien, Storbritannien, Sverige, Tjeckien, Turkiet, Tyskland, Ukraina, Ungern och Österrike.
Motorjournalister från de deltagande länderna ger i slutet av varje år utmärkelsen till den bil som de anser vara bäst och mest prisvärd under det kommande året. Utmärkelsen har delats ut sedan 2001.

## Vinnare
- 2002 – Škoda Fabia Sedan
- 2003 – Citroen C3
- 2004 – Fiat Panda
- 2005 – Dacia Logan
- 2006 – Kia Rio
- 2007 – Opel Corsa
- 2008 – Fiat Linea
- 2009 – Renault Symbol
- 2010 – Chevrolet Cruze
- 2016 – Fiat Tipo
- 2017 – Seat Ateca
- 2018 – Citroën C3 Aircross
- 2019 – Citroën Berlingo
- 2020 – Opel Corsa
- 2021 – Seat León